# Hypotype scotomista
Hypotype scotomista är en fjärilsart som beskrevs av George Francis Hampson 1902. Hypotype scotomista ingår i släktet Hypotype och familjen nattflyn. Inga underarter finns listade i Catalogue of Life.